# Раев, Александр Владимирович
Александр Владимирович Раев — российский валторнист и музыкальный педагог; солист Большого симфонического оркестра Всесоюзного радио и Центрального телевидения, Российского национального оркестра и оркестра музыкального театра «Геликон-Опера», артист симфонического оркестра Комитета кинематографии СССР и оркестра Большого театра, преподаватель Музыкально-педагогического института им. Гнесиных и Московской консерватории, лауреат всесоюзного и международного конкурса, заслуженный артист Российской Федерации (2008).